# 熊谷武五郎
熊谷 武五郎（くまがい たけごろう、天保13年（1842年） - 明治35年（1902年）7月23日）は、明治時代の官吏、実業家。諱は直光、字は士方。号は三村。兄に「出羽の塙保己一」といわれた国学者の熊谷直清（松陰）、従兄に東京帝国大学教授を務めた漢学者の根本通明がいる。

## 経歴
出羽国仙北郡六郷町（現美郷町）の六郷熊野神社の社家の四男に生まれた。温厚な兄に対し、手のつけられない悪童で乱暴者であったという。よく字を習い、習字のときには2合5勺の大きな飯茶椀で硯水をもってきて何度も代えて書き、硯に穴があいたほどであった。幼少期に父母を亡くし、年の離れた兄熊谷松陰の薫陶を受けた。安政5年（1858年）、16歳で江戸に出て当時有名だった天野道場で剣術修行をし、またたく間に塾頭となり、のちに下総国佐倉藩の剣術師範となった。慶応4年（1868年）戊辰戦争の時、早籠で秋田に帰り、久保田藩家老渋江厚光（内膳）に会い官軍につくよう説いた。みずからは奥羽鎮撫総督府参謀付書記となり、長州藩の桂太郎とともに出陣した。その手腕は桂、大山巌の認めるところとなった。
明治維新後は上京して新政府軍参謀付書記、さらに岩倉具視の知遇を得て明治2年（1869年）2月、駅逓司権判事となった。同年、明治天皇の供奉員として東京奠都に加わった。その後、本保県大参事を経て明治4年11月20日（1871年12月31日）から明治5年2月29日（1872年4月6日）まで、短期間ながら初代敦賀県知事を務めた。明治7年（1874年）、渋沢栄一の後を受けて大蔵大丞となった。明治10年（1877年）には華族銀行の支配人となり、その後、十五銀行支配人、四十四銀行頭取を歴任した。明治13年（1880年）には福澤諭吉が提唱して結成された日本最初の実業家社交クラブ交詢社の最初の常議員24名のうちの1人となっている。明治21年（1889年）には逓信省仙台逓信管理局長となった。
若くして故郷を離れたが、愛郷心も強く、腐れ米の改良にも尽力した。
明治35年(1902年)、61歳で没した。墓は秋田県仙北郡六郷と東京市本所（東京都墨田区）の日蓮宗寺院法恩寺に所在する。
詩文・書にすぐれ、書道家高橋石斎は武五郎の書を見て、自ら及ばないと言及し、友として交わった。武五郎は浅草公園池に所在する高橋石斎碑文を書いている。また、将棋にも優れており、伊藤宗印から七段位を授けられた。肖像が六郷熊野神社にある。

## 家族
『鐘はかたり、清水はささやく』より。
- 父：直之
- 兄：直清（通称は政司。号は松陰）
- 従兄弟：根本通明（つうめい）
- 甥：幸之輔（直清の長男）

- - 義理の甥：東市（直清の娘婿）
  - 幸之輔の養子：強助（東一の長男）
  - 東市の長女：カウ
  - 東市の息子：用蔵

## 逸話
維新前、刈和野村の根本通明は久保田藩明徳館の教師であったが、性格はすこぶる剛直で負けず嫌いであった。従弟の武五郎もまた負けず嫌いで豪胆な性格であった。両人は学問上の議論を戦わせてたがいに譲らず、ついに真剣によって勝負を決しようとなったとき、兄の松陰があいだに入り、「両虎争えば必ず傷つかん。今日の勝負は余に預けて他日を期せ」と諭したという。